# Paul Prevost
Paul Prevost, var sångare i brandenburgska och  svenska hovkapellet samt musikinstruktör och fransk språkmästare vid Uppsala universitet. Födelse- och dödsår är okända.
Paul Prevost var diskantist i brandenburgska hovkapellet 1650-1659 och altist i svenska hovkapellet 1663-1669 dessemellan anställd i Magnus Gabriel De la Gardies hovkapell som sångare. 1667-1669 var han även informator musices på Olof Rudbecks initativ samt fransk språkmästare vid Uppsala universitet. Han torde därför varit fransman och till råga på allt var han katolik i det ortodoxa Uppsala. Ett anställningsvillkor var att sonen Prevost junior fick musikstipendium. 1669 måste de lämna Uppsala därför att Paul Prevost behövdes i hovkapellet i Stockholm.